# Anthemideae
Anthemideae es una tribu de plantas de la subfamilia Asteroideae, familia Asteraceae. 
Contiene más de 100 géneros que combinados contienen más de 1200 especies. Es una tribu cosmopolita que se pueden encontrar en todo el mundo, un poco concentrada en las regiones mediterráneas de Europa y África, en Asia central, y en el sur de África.
Tiene los siguientes géneros repartidos en una quincena de subtribus (Anthemidinae - Artemisiinae - Athanasiinae - Cotulinae - Glebionidinae - Handeliinae - Leucantheminae - Leucanthemopsidinae - Matricariinae - Osmitopsidinae - Pentziinae - Phymasperminae - Santolininae - Ursiniinae).

## Géneros
| - Aaronsohnia Warb. & Eig - Achillea L. - Adenanthellum B.Nord - Adenoglossa B.Nord - Ajania Poljakov - Allardia Decne. - Anacyclus L. - Anthemis L. - Argyranthemum Webb - Artemisia L. - Artemisiella Ghafoor - Asaemia Benth. & Hook. - Athanasia L. - Brachanthemum DC. - Castrilanthemum Vogt & Oberpr. - Chamaemelum Vis. - Chlamydophora - Chrysanthemum - Chrysanthoglossum - Cladanthus - Coleostephus - Cota - Cotula - Crossostephium - Cymbopappus - Daveaua - Elachanthemum - Endopappus - Eriocephalus - Eumorphia - Filifolium - Foveolina - Glossopappus - Gonospermum - Gymnopentzia - Handelia - Heliocauta - Heteranthemis - Heteromera - Hilliardia - Hippia - Hippolytia - Hymenolepis - Hymenostemma - Inezia - Inulanthera - Ismelia - Kaschgaria - Lasiospermum - Lepidolopha - Lepidolopsis - Lepidophorum | - Leptinella - Leucanthemella - Leucanthemopsis - Leucanthemum - Leucocyclus - Leucoptera - Lidbeckia - Lonas - Lugoa - Marasmodes - Matricaria L. - Mauranthemum - Mausolea - Mecomischus - Microcephala - Myxopappus - Nananthea - Neopallasia - Nipponanthemum - Nivellea - Oncosiphon - Osmitopsis - Otanthus - Otospermum - Pentzia - Phaeostigma - Phalacrocarpum - Phymaspermum - Picrothamnus - Plagius - Prolongoa - Pseudohandelia - Rennera - Rhetinolepis - Rhodanthemum - Richteria - Santolina - Schistostephium - Sclerorhachis - Seriphidium - Soliva - Sphaeromeria - Stilpnolepis - Tanacetopsis - Tanacetum - Thaminophyllum - Trichanthemis - Tridactylina - Tripleurospermum - Turaniphytum - Ursinia - Xylanthemum |